# Phidippus arizonensis
Phidippus arizonensis es una especie de araña araneomorfa del género Phidippus, familia Salticidae. Fue descrita científicamente por G. W. Peckham & E. G. Peckham en 1883.
Habita en los Estados Unidos y México. Esta especie suele ser encontrada en sotobosques, en bosques de robles y también en la ecorregión Mezquital Tamaulipán.